# Domenico Modugno
Domenico Modugno (Polignano a Mare, 9 januari 1928 - Lampedusa, 6 augustus 1994) was een Italiaanse zanger en acteur. Hij werd vooral bekend door zijn lied Nel blu dipinto di blu, beter bekend als Volare.

## Biografie
Modugno wilde aanvankelijk acteur worden, daarom volgde hij na zijn militaire dienstplicht een toneelschool in Rome. Zijn eerste rol speelde hij in 1951 in de film Filumena Marturano, maar zijn echte doorbraak als acteur kwam pas in 1955, toen hij een troubadour speelde in de film Il mantello rosso. Daarnaast speelde hij de rol van Athos in een televisieserie over de drie musketiers.
Modugno beleefde zijn muzikale doorbraak toen hij in 1958 meedeed aan het Festival van San Remo. Samen met Johnny Dorelli won hij het festival met het liedje Nel blu dipinto di blu. In de beginjaren was het gebruikelijk dat het in San Remo winnende lied door een van de uitvoerende artiesten namens Italië werd vertolkt op het Eurovisiesongfestival. Op het Songfestival van 1958 werd Modugno vierde, maar zijn liedje werd een wereldhit. In verschillende Europese landen werd het een grote hit, en in de Verenigde Staten bereikte het zelfs de eerste plaats in de Billboard Hot 100, als enige Italiaanse nummer en het enige songfestivallied. Het nummer kreeg ook twee Grammy's: voor Best song en Best record. Door zijn hit werd hij erg populair in Amerika, waar hij bekend was als ladykiller.
In 1959 deed Modugno weer mee aan het San Remo-festival. Ook dit jaar wint hij, samen met Johnny Dorelli, met het nummer Piove (Ciao ciao bambina). Op het Songfestival 1959 werd hij zesde, maar wederom haalde hij met zijn nummer een grote Europese hit. In Nederland en Vlaanderen bereikte het zelfs de eerste plaats. In 1962 won Modugno voor de derde keer San Remo, nu met het liedje Addio addio, maar deze keer werd het op het Songfestival vertolkt door de andere uitvoerende, Claudio Villa. Zijn vierde en laatste overwinning in San Remo was in 1966 met Dio come ti amo, dat hij samen met Gigliola Cinquetti uitvoerde. Op het Songfestival werd hij met dit nummer echter laatste met nul punten. Samen met Claudio Villa is Domenico Modugno de artiest die het Festival van San Remo het vaakst gewonnen heeft, namelijk vier keer. In totaal nam hij tussen 1958 en 1974 elf keer deel.
In de jaren '60 en '70 bleef Modugno ook in films spelen. Daarnaast speelde hij ook in toneelstukken en in musicals, waaronder Rinaldo in campo (1961), Liolà (1968), Opera da tre soldi (1973-1975) en Cyrano (1978). Nadat hij in 1984 een beroerte kreeg, trok Modugno zich noodgedwongen terug uit de showbusiness.
Twee jaar later besloot hij in de politiek te gaan namens de Partito Radicale. In 1987 kwam hij namens die partij in het Italiaanse parlement. In diezelfde fractie zat ook de pornoster Ilona Staller, ook bekend als Cicciolina. In 1992 verliet Modugno de politiek weer.
Hoewel hij in 1991 opnieuw een beroerte kreeg, nam hij in 1993 met zijn zoon Massimo Modugno het nummer Delfini op. In 1994 overleed hij op 66-jarige leeftijd in zijn villa op Lampedusa aan een hartaanval.
In Italië wordt stijlvernieuwer Modugno aanzien als pionier in het genre "cantautore" (singer-songwriter). Veel van zijn songs worden er als klassiekers beschouwd en nog steeds regelmatig gecoverd in muzikale televisieshows en in reclamespots. In 2001 nam leading lady Mina een heel album op (met strijkers en jazzcombo), 'Sconcerto', gewijd aan liederen van Modugno, waaronder een aparte versie van de hit "La lontananza".

## Discografie

### Singles
| Single met hitnotering(en) in oude hitlijsten | Datum van verschijnen | Datum van binnenkomst | Hoogste positie | Aantal maanden | Opmerkingen | Bron                 |
| --------------------------------------------- | --------------------- | --------------------- | --------------- | -------------- | ----------- | -------------------- |
| Nel blu dipinto di blu (Volare)               |                       | jul 1958              | 4               | 7M             |             |                      |
| Piove (Ciao ciao bambina)                     |                       | apr 1959              | 1               | 5M             |             | Muziek Expres Top 30 |

| Single met eventuele hitnotering(en) in de Nederlandse Top 40 | Datum van verschijnen | Datum van binnenkomst | Hoogste positie | Aantal weken | Opmerkingen |
| ------------------------------------------------------------- | --------------------- | --------------------- | --------------- | ------------ | ----------- |
| La lontananza                                                 |                       | 6-10-1973             | tip             |              |             |

| Single met hitnotering(en) in de Vlaamse Ultratop 50 | Datum van verschijnen | Datum van binnenkomst | Hoogste positie | Aantal weken | Opmerkingen           |
| ---------------------------------------------------- | --------------------- | --------------------- | --------------- | ------------ | --------------------- |
| Nel blu dipinto di blu (Volare)                      |                       | aug 1958              | 5               | 4M           | in de Juke Box Top 20 |
| Piove (Ciao ciao bambina)                            |                       | mrt 1959              | 1               | 6M           | in de Juke Box Top 20 |